# Distrito de Bareilly
Bareilly (en hindi; बरेली, urdu; بریلی) es un distrito de India en el estado de Uttar Pradesh. Código ISO: IN.UP.BR.
Comprende una superficie de 4 120 km².
El centro administrativo es la ciudad de Bareilly.

## Demografía
Según censo 2011 contaba con una población total de 4 465 344 habitantes.